# Ото IV фон Лобдебург-Арншаугк
Ото IV фон Лобдебург-Арншаугк (на немски: Otto IV graf von Lobdeburg-Arnschaugk; † 1285 или 2 юли 1289) е граф от род Лобдебург, господар на замък Арншаугк в Нойщат ан дер Орла в Източна Тюрингия.

## Произход и управление
Той е син на Хартман фон Лобдебург-Бергов († сл. 1237) и съпругата му маркграфиня Кристина фон Майсен († сл. 1251), дъщеря на маркграф Албрехт I Горди фон Майсен († 1195) и София от Бохемия († 1195), дъщеря на херцог Фридрих от Бохемия († 1189), син на крал Владислав II от Бохемия († 1174). Брат е на Албрехт фон Лобдебург († сл. 1281), катедрален провост и архидякон на Вюрцбург, капитулар в Хамберг, Херман IV фон Елстерберг († сл. 1273), София фон Лобдебург († сл. 1273), омъжена за Дитрих фон Кирхберг бургграф на Капелендорф († 1267) и на сестра фон Лобдебург-Арншаугк († пр. 1317), омъжена за бургграф Майнхер III фон Майсен († 1297). Внук е на Херман фон Лобдебург († сл. 1227) и правнук на граф Ото фон Лобдебург-Алерхайм († сл. 1194). Праправнуук е на Хартман фон Алерхайм († сл. 1133), който е основател на манастири, и баща на Рабодо фон Лобдебург († сл. 1176), епископ на Шпайер (1173 – 1176). Роднина е на Ото I фон Лобдебург († 1223), епископ на Вюрцбург (1207 – 1223), Конрад I фон Кверфурт († 1202), епископ на Хилдесхайм (1194 – 1202) и Вюрцбург (1201 – 1202), канцлер на два римско-немски крале (1194 – 1201), и на Херман I фон Лобдебург († 1254), епископ на Вюрцбург (1225 – 1254).
Ото фон Лобдебург се нарича на замъка Арншаугк Ото фон Лобдебург-Арншаугк. Ото и синът му Хартман са често в свитата на маркграф Дитрих фон Ландсберг (1242 – 1285) от род Ветини. През 1289 или 1290 г. линията Арншаугк на Лобдебургите изчезва по мъжка линия. Ото и синът му Хартман умират по едно и също време през военен конфликт. Арншаугк отива на Ветините.

## Фамилия
Ото фон Лобдебург-Арншаугк се жени за фон Шварцбург-Бланкенбург († 1289), дъщеря на граф Гюнтер VII фон Шварцбург-Бланкенбург († сл. 1274) и София († 1268). Те имат четири деца:
- Хартман XI фон Лобдебург-Арншаугк († 1285/20 февруари 1289), женен пр. 1282 г. за Елизабет фон Орламюнде „Стара“ (* ок. 1270; † сл. 24 март 1333/сл. 1353), дъщеря на граф Херман III фон Орламюнде († 1283); имат една дъщеря:
  - Елизабет фон Лобдебург-Арншаугк (* 1286; † 22 август 1359, Гота), омъжена на 24 август 1300 г. за маркграф Фридрих I фон Майсен, ландграф на Тюрингия и пфалцграф на Саксония (1257/1260 - 1323)
- Хардевиг фон Лобдебург-Арншаугк († сл. 1318), омъжена за Гебхард VII фон Кверфурт († сл. 29 юни 1322)
- дъщеря фон Лобдебург-Арншаугк, омъжена за Буркхард II фон Шрапелау-Лапе († 1254/сл. 1296/сл. 1303); родители на:
  - Буркхард III фон Шрапелау († 1325), архиепископ на Магдебург (1307 – 1325)
  - Гебхард фон Шрапелау († 1320/1340), епископ на Мерзебург
- София фон Лобдебург, омъжена за Херман IV фон Шьонбург († 1301), син на Фридрих I фон Шьонбург († 1291)